# Chronologie des Pays-Bas autrichiens
Cette chronologie détaillée des Pays-Bas autrichiens vient en appui de l'article consacré aux Pays-Bas autrichiens (en Latin Belgium Austriacum) qui sont l’appellation des Pays-Bas méridionaux pendant le régime autrichien au XVIIIe siècle.

## Dates marquantes des Pays-Bas pendant le régime autrichien
- 28 octobre 1692 : Naissance de Joseph-Ferdinand de Bavière, futur héritier du trône d'Espagne.
- 13 septembre 1696 : Testament du roi d'Espagne Charles II d'Espagne en faveur de  Joseph-Ferdinand de Bavière, petit-fils de sa sœur, épouse de l'empereur Léopold 1er.
- 8 octobre 1697 : Signature du Traité de Ryswick entre la France et l'Espagne.
- 6 février 1699 : Mort de Joseph-Ferdinand de Bavière, héritier de la couronne d'Espagne, à 7 ans.
- 3 octobre 1700 : Nouveau testament du roi d'Espagne Charles II d'Espagne en faveur du duc d'Anjou, petit-fils de Louis XIV
- 1er novembre 1700 : Mort de Charles II d'Espagne.
- 5 décembre 1700 : Election du nouveau pape, Clément XI.
- 6 janvier 1701 : Prise de possession des places-fortes des Pays-Bas par les troupes françaises.
- 1er février 1701 : Reconnaissance par Louis XIV de Philippe V d'Espagne comme successeur à la couronne de France.
- 9 mars 1701 : Signature d'un traité d'alliance entre Maximilien-Emmanuel de Wittelsbach, Électeur de Bavière, et la France.
- 18 juin 1701 : Signature d'un traité d'amitié entre le Portugal et la France et l'Espagne.
- 7 septembre 1701 : Signature d'un traité d'alliance à La Haye entre l'entre l'empereur, Guillaume III d'Angleterre et les États-Généraux des Provinces-Unies contre la France et l'Espagne.
- 22 novembre 1701 : Entrée des troupes françaises dans la ville et la citadelle de Liège.
- 9 décembre 1701 : Lettres patentes de Philippe V donnant délégation et plein pouvoir au marquis de Bedmar pour prêter et recevoir les serments d'usage, à l'occasion de la joyeuse entrée du Roi, comme duc de Brabant.
- 21 février 1702 : Joyeuse entrée de Philippe V comme duc de Brabant, de Lothier et de Limbourg.
- 14 mars 1402 : Mort du roi Guillaume III d'Angleterre. La princesse Anne de Danemark lui succède comme reine d'Angleterre
- 19 mars 1702 : Reconnaissance de Philippe V comme Comte de Flandre.
- 15 mai 1702 : Déclaration de guerre de l'Angleterre, des Provinces-Unies et de l'Autriche à la France et à l'Espagne.
- 2 juin 1702 : Diplôme de Philippe V donnant une nouvelle forme au gouvernement des Pays-Bas
- 2 juin 1702 : Déclaration du marquis de Bedmar, gouverneur des Pays-Bas, ordonnant, au nom de Philippe V, de commencer les hostilités contre l'Empereur, l'Angleterre, les Provinces-Unies et leurs alliés.
- septembre 1702 : Déclaration de guerre du Saint-Empire à la France et à l'Espagne.
- 27 mai 1704 : Manifeste de Philippe V portant déclaration de guerre au roi du Portugal et à ses alliés.
- 21 juillet 1706 : Acte d'établissement, par la reine d'Angleterre et les états généraux des Provinces-Unies, d'un conseil d'État commis provisoirement au gouvernement général des Pays-Bas.
- 30 juillet 1706 : Acte de la reine d'Angleterre et des états généraux des Provinces-Unies rétablissant le conseil des finances.
- 29 janvier 1713 : Signature du premier Traité des Barrières entre la France et les Provinces-Unies.
- 11 avril 1713 : Signature du premier traité d'Utrecht entre le royaume de France et le royaume de Grande-Bretagne.
- 18 avril 1713 : Réquisition de la conférence anglo-batave au conseil d'état, afin de faire cesser tout acte d'hostilité tant par eau que par terre.
- 13 juillet 1713 : Signature du second traité d'Utrecht entre l'Espagne et la Grande-Bretagne.
- 1713 : Pragmatique Sanction : édit de l'empereur Charles VI pour assurer l'héritage du trône d'Autriche et du territoire des Habsbourg à sa fille.
- 2 novembre 1714 : Désignation du comte de Königsegg par l'empereur Charles VI pour prendre possession des Pays-Bas méridionaux en son nom.
- 6 décembre 1714 : Circulaire du conseil de Namur portant que l'électeur Maximilien-Emmanuel lui a fait savoir, par ses lettres du 1er de ce mois, qh'en excécution des traités de Rastadt et de Baden, la souveraineté des villes et comté de Namur, ainsi que de Beaumont et de Chimay, doit être remise à l'empereur, et que l'électeur l'a délié de son serment de fidélité.
- 15 novembre 1715 : Signature d'un second Traité des Barrières à Anvers entre l'Empereur et les Provinces-Unies.
- 25 juin 1716 : Lettres patentes de l'empereur Charles VI nommant Eugène de Savoie comme gouverneur des Pays-Bas.
- 28 juin 1716 : Lettres patentes de l'empereur Charles VI nommant Marquis de Prié comme ministre plénipotentiare des Pays-Bas.
- 25 juillet 1716 : Lettres patentes de Charles VI donnant plein pouvoir au Marquis de Prié de prêter et recevoir, au nom de l'Empereur, les serments d'usages, à l'occasion de l'inauguration de Sa Majesté comme souverain des Pays-Bas.
- 1er avril 1717 : Rétablissement à Vienne du Conseil suprême des Pays-Bas composé d'un président, de quatre ministres et d'un secrétaire[1].
- 11 avril 1717 : Visite de Pierre Ier de Russie à Bruxelles
- 29 mars 1718 : Diplôme de Charles VI établissant une nouvelle forme pour le gouvernement des Pays-Bas.
- 8 juillet 1718 : Décret du Marquis de Prié portant l'annulation de deux décrets du conseil de Brabant de 1717 concernant les doyens des métiers de Bruxelles.
- 3 décembre 1718 : Déclaration de Charles VI confirme les décrets du Brabant de 1717 annulés et casse celui du 8 juillet 1718.
- 22 décembre 1718 : Convention[2] entre les Provinces-Unies et l'archiduché d'Autriche révisant les conditions du Traité de la Barrière de 1715.
- 19 décembre 1722 : Octroi pour l'établissement d'une Compagnie des Indes à Ostende par l'empereur Charles VI.
- 6 décembre 1724 : Lettres-patentes de la sanction pragmatique et loi pertpétuelle touchant la règle et ordre de succession et union indivisible de tous les royaumes, provinces et États hériéditaires de Sa Majesté Impérial et Catholique.
- 23 décembre 1724 : Attribution du gouvernement des Pays-Bas à Marie-Élisabeth par Charles VI.
- 19 septembre 1725 : Diplôme de Charles VI rétablissant, pour le gouvernement des Pays-Bas, les trois conseils dollatéraux d'État, privé et dfes finances.
- 9 octobre 1725 : Entrée à Bruxelles de Marie-Élisabeth.
- 15 octobre 1725 : Première séance du Conseil d'État présidée par l'archiduchesse Marie-Élisabeth.
- 24 novembre 1733 : Traité entre la France et les Provinces-Unies.
- 20 octobre 1740 : Décès de  l'empereur romain germanique de la maison de Habsbourg, Charles VI. Désignation de Marie-Thérèse, sa fille, comme Archiduchesse d'Autriche.
- 26 août 1741 : Décès de l'archiduchesse Marie-Élisabeth au château de Mariemont.
- 10 octobre 1741 : Acte d'homologation, par le conseil de Hainaut, du règlement pour la société charbonnière de la machine à feu dite du Horriau sous Jemmapes.
- 22 novembre 1741 : Lettres patentes de MArie-Thérèse donnant plein pouvoir au Prince Charles de Lorraine de prêter et de recevoir, en son nom, les serments accoutumés, comme duchesse de Brabant
- 26 juin 1743 : Victoire de Dettingen des troupes des Pays-Bas conduite par le duc d'Aremberg avec les régiments anglais sur l'armée française pendant la guerre de Succession d'Autriche.
- 25 août 1743 : Lettres-patentes de François de Lorraine donnant plein pouvoir au prince Charles, son frère, de prêter et recevoir, en son nom, comme co-régent, les serments d'usage à l'occasion de la Joyeuse-Entrée de la Reine, son épouse, en qualité de duchesse de Brabant.
- 15 mars 1744 : Déclaration de guerre de la France à l'Autriche et à l'Angleterre.
- 26 mars 1744 : Entrée à Bruxelles de Charles-Alexandre de Lorraine et de son épouse, Marie-Anne, sœur de l'impératrice.
- 20 avril 1744 : Joyeuse-Entrée de Marie-Thérèse comme duchesse de Brabant.
- 7 mai 1744 : Prise de commandement des armées du Rhin par Charles-Alexandre de Lorraine.
- 17 mai 1744 : Prise de Courtrai par les troupes françaises.
- 16 décembre 1744 : Nomination ad interim du comte de Kaunitz-Rietberg comme gouverneur général des Pays-Bas.
- 20 janvier 1745 : Décès de l'empereur Charles VII, Électeur de Bavière.
- 11 mai 1745 : Victoire de l'armée française, placée sous le commandement du maréchal Maurice de Saxe lors de la bataille de Fontenoy.
- 22 mai 1745 : Prise de Tournai par les troupes françaises.
- 9 juillet 1745 : Victoire des troupes françaises, sous le commandement du lieutenant-général de Langlade, à la bataille de Melle pour commencer l'encerclement de Gand.
- 11 juillet 1745 : Prise de Gand par l'armée française placée sous le commandement du comte de Lowendal.
- 22 février 1746 : Capitulation de Bruxelles devant les troupes françaises.
- 4 mai 1746 : Entrée à Bruxelles du roi Louis XV.
- 11 juillet 1746 : Prise de Mons par les troupes françaises.
- 2 août 1746 : Prise de Charleroi par les troupes françaises.
- 30 septembre 1746 : Prise de Namur par les troupes françaises
- 11 octobre 1746 : Défaite de l'armée autrichienne, commandée par Charles-Alexandre de Lorraine lors de la bataille de Raucoux.
- 25 décembre 1746 : Ordonnance de Louis XV prescrivant la levée de 4928 hommes de milice dans les pays conquis du Brabant, de la Flandre, du Hainaut et de Namur, pour mettre les 112 bataillons de milice, qui sont sur pied, à 694 hommes chacun au lieu de 650.
- 2 juillet 1748 : Victoire du Maréchal de Saxe à la Bataille de Lauffeld, près de Tongres.
- 18 octobre 1748 : Signature du second traité d'Aix-la-Chapelle.
- 23 avril 1749 : Retour du Gouverneur Charles-Alexandre de Lorraine à Bruxelles.
- 4 août 1754 : Arrêt du Conseil du roi, détachant de Saint-Amand, Mortagne et leurs dépendances de la Flandre française (généralité de Lille) à la province du Hainaut française (généralité de Valenciennes).
- 16 mai 1769 : Signature du traité des Limites : la France et l'Autriche s'échangent des enclaves dans leurs territoires respectifs et rectifient leur frontière en certains points.
- 18 novembre 1769 : Signature du second traité des Limites, à Bruxelles.
- 4 juillet 1780 : Décès de Charles-Alexandre de Lorraine au château de Tervuren.
- 20 août 1780 : Désignation de Marie-Christine et de son mari Albert de Saxe-Teschen comme gouverneurs des Pays-Bas par l'impératrice Marie-Thérèse.
- 29 novembre 1780 : Décès l'impératrice Marie-Thérèse. Désignation de l'empereur Joseph II comme Archiduc d'Autriche.
- 31 mai 1781 : Visite de l'empereur Joseph II dans les Pays-Bas, sous le patronyme de comte de Falkenstein, pendant 6 semaines.
- 17 juillet 1781 : Joyeuse entrée à Bruxelles de Marie-Christine et d'Albert de Saxe-Teschen
- 12 janvier 1781 : Lettres patentes de l'empereur Joseph II portant nomination de l'archiduchesse Marie-Christine et du duc Albert de Saxe-Teschen, somme lieutenants, gouverneurs et capitaines des Pays-Bas.
- 2 mars 1781 : Lettres patentes par lesquelles l'Empereur donne plein pouvoir au duc Albert de Saxe-Teschen, pour prêter en son nom aux états des Pays-Bas et recevoir d'eux les serments accoutumés.
- 17 juillet 1781 : Joyeuse Entrée de Joseph II comme duc de Brabant.
- 12 novembre 1781 : Signature de l'ordonnance conforme à l'édit de tolérance (texte complet) publié par Joseph II, par les gouverneurs des Pays-Bas autrichiens.
- 5 décembre 1781 : Edit de l'Empereur concernant les dispenses de mariage.
- 12 janvier 1782 : Edit de l'ordonnance pour la suppression de quelques couvents religieux par l'empereur Joseph II.
- 18 avril 1782 : Départ de Namur du dernier régiment hollandais.
- 25 octobre 1782 : Arrêt du Conseil du roi rectifiant et simplifiant la frontière entre la Flandre française et le Hainaut français.
- 28 septembre 1784 : Décret de l'empereur Joseph II instituant le mariage comme un acte civil.
- 26 septembre 1785 : Ordonnance de l'empereur Joseph II instaurant la lecture de tous les édits par les curés dans les églises, lors des prônes du dimanche.
- 12 mars 1787 : Edit de l'empereur Joseph II divisant les Pays-Bas en neuf cercles (Bruxelles, Anvers, Gand, Bruges, Tournay, Mons, Namur, Luxembourg et Limbourg).
- 31 janvier 1790 : Signature du traité d'union créant les États belgiques unis par les huit provinces des Pays-Bas, à savoir Brabant, Gueldres, Flandres, West-Flandres, Hainaut, Namur, du Tournaisis et de Malines.
- 20 février 1790 : Décès de l'empereur Joseph II. Désignation de Léopold II comme Archiduc d'Autriche.
- 24 novembre 1790 : Reprise de Namur par l'armée impériale autrichienne.
- 30 novembre 1790 : Reprise de Mons par l'armée impériale autrichienne.
- 2 décembre 1790 : Reprise de Bruxelles par l'armée impériale autrichienne.
- 6 décembre 1790 : Reprise d'Anvers par l'armée impériale autrichienne.
- 7 décembre 1790 : Reprise de Gand par l'armée impériale autrichienne.
- 15 juin 1791 : Nomination du comte Mercy-Argenteau en attendant le retour des gouverneurs.
- 1er mars 1792 : Décès de l'empereur Léopold II. Désignation de l'empereur François II comme Archiduc d'Autriche.
- 20 avril 1792 : Déclaration de la guerre à l'Autriche par la France.
- 6 novembre 1792 : Victoire de l'armée révolutionnaire française, commandée par Dumouriez sur l'armée autrichienne sous les ordres du duc Albert de Saxe-Teschen, à la Bataille de Jemappes.
- 1er mars 1793 : Prise par l'armée autrichienne de la ville de Maestricht défendue par les troupes du général Miranda.
- 5 mars 1793 : Occupation de la ville de Liège par les autrichiens.
- 18 mars 1793 : Défaite importante de l'armée française lors de la bataille de Neerwinden.
- 26 mars 1793 : Entrée à Bruxelles de l'archiduc Charles comme gouverneur et du comte de Metternich-Winnenburg comme ministre plénipotentiaire.
- 9 avril 1793 : Arrivée à Bruxelles de l'empereur François II
- 23 avril 1793 : Nomination de l'empereur François II comme duc de Brabant et de Limbourg.
- 26 juin 1794 : Victoire des Français à la bataille de Fleurus.
- 1er octobre 1795 (9 vendémiaire an IV) : Décret de la Convention nationale française déclarant la réunion de la Belgique et du pays de Liège à la France.

### Sources et bibliographie
Sources du XVIIIe siècle sur Les Pays-Bas autrichiens classées par date de parution.
- Inconnu, Testament et codicille de Charles II, roi d'Espagne, fait le 2 octobre 1700, Frédéric Léonard (Paris), 1700, 78 p. (lire en ligne).
- Traité de la Barrière des Pays-Bas, Fricx, 1715, 30 p. (lire en ligne).
- Patrice-François de Neny, Mémoires historiques et politiques sur les Pays-Bas autrichiens et sur la constitution, B. Le Francq, imprimeur-Libraire (Bruxelles), 1786, 295 p. (lire en ligne).
- Inconnu, Les délices des Pays-Bas ou description géographique et historique des XVII provinces belgiques, vol. 1, C.M. Spanoghe, imprimeur-Libraire (Paris), 1786, 182 p. (lire en ligne).

Sources du XIXe siècle sur Les Pays-Bas autrichiens classées par date de parution.
- Louis-Prosper Gachard, Documents inédits concernant l'histoire de la Belgique, vol. 3, Louis Hauman et Comp, libraires (Bruxelles), 1835, 522 p. (lire en ligne).
- Eugène Del Marmol, De l'influence du règne de Charles-Quint sur la législation et sur les institutions politiques de la Belgique, M. Hayez, imprimeur de l'académie royale (Bruxelles), 1838, 83 p. (lire en ligne).
- Louis-Prosper Gachard, Documents inédits concernant les troubles de la Belgique sous le règne de l'empereur Charles VI, vol. 1, Wahlen et Cie, 1838 (lire en ligne).
- Louis-Prosper Gachard, Documents inédits concernant les troubles de la Belgique sous le règne de l'empereur Charles VI, vol. 2, Wahlen et Cie, 1839, 497 p. (lire en ligne)
- Liste chronologique des édits et ordonnances des Pays-Bas autrichiens : de 1700 à 1750, Devroye et Cie, 1851, 492 p. (lire en ligne).
- Liste chronologique des édits et ordonnances des Pays-Bas autrichiens : de 1781 à 1794, Devroye et Cie, 1858, 413 p. (lire en ligne).
- Galesloot, Procès de François Anneessens, doyen du corps des métiers de Bruxelles, vol. 1, Muquardt, 1862, 438 p. (lire en ligne).
- Galesloot, Procès de François Anneessens, doyen du corps des métiers de Bruxelles, vol. 2, Muquardt, 1863, 205 p. (lire en ligne).

Sources du XXe siècle sur Les Pays-Bas autrichiens classées par date de parution.
- Henri Pirenne, Histoire de Belgique, vol. V, Lamertin, 1926, 584 p. (lire en ligne).